# Expressway 20 (Südkorea)
Der Expressway 20  ist eine Schnellstraße in Südkorea. Die Autobahn besteht aus zwei Teilen, die eine Ost-West-Route durch den Süden des Landes bildet. Der westliche Abschnitt verläuft zwischen dem Expressway 25 bei Iksan und dem Expressway 35 bei Jangsu und der östliche Teil verläuft zwischen Daegu und Pohang. Insgesamt ist die Autobahn 129 Kilometer lang.

## Straßenbeschreibung

### Westlicher Teil
Die Autobahn beginnt zwischen Iksan und Wanju/Jeonju an einer Kreuzung mit dem Expressway 25. Die Autobahn verläuft zunächst durch eine große Küstenebene, östlich befinden sich die Berge bei Jeonju. In diesem Bereich sind steile, bewaldete Hänge und Gipfel bis zu 700 Meter Höhe. Die Autobahn führt durch einige Tunnel und Viadukte. Der wichtigste Ort auf der Route ist die Stadt Jinan. Der Rest der Strecke ist sehr dünn besiedelt. Etwas weiter östlich sind die Berge höher, mit einer Höhe von bis zu 1100 Meter. Nordöstlich von Jangsu endet dieser Teil an einer Kreuzung mit dem Expressway 35.

### Östlicher Teil
Der östliche Teil beginnt am Flughafen von Daegu. Daegu ist eine der größten Städte in Südkorea mit 2,5 Millionen Einwohnern. Unmittelbar nach dem Flughafen überquert man den Expressway 1, die Achse von der südöstlichen Hafenstadt Busan nach Seoul. Die Autobahn führt auch durch eine bergige Gegend mit vielen Tunneln. Regelmäßig werden Flusstäler gekreuzt, die Nebenflüsse des großen Nakdonggang sind. Die Autobahn verläuft durch Yeongcheon nach Pohang, eine Küstenstadt mit 500.000 Einwohnern an der Ostküste.

## Geschichte
Der Expressway 20 ist eine ziemlich neue Autobahn. Der erste Abschnitt wurde 2001 eröffnet und zwar zwischen Jangsu und dem Expressway 35. Am 15. Dezember 2004 eröffnet der östliche Teil zwischen Daegu und Pohang. Am 13. Dezember 2007 eröffnet der Rest der westliche Teil zwischen Iksan und Jangsu.

## Eröffnungsdaten der Autobahn
| von    | nach   | Länge   | Datum      |
| ------ | ------ | ------- | ---------- |
| Jangsu | Jangsu | 2,1 km  | 00.00.2001 |
| Dodong | Pohang | 68,4 km | 07.12.2004 |
| Iksan  | Jangsu | 58,9 km | 13.12.2007 |

## Verkehrsaufkommen
Das Verkehrsaufkommen auf der Autobahn ist im westlichen Teil gering und liegt bei ca. 3.000 bis 10.000 Fahrzeuge pro Tag und der östliche Teil ist es etwas höher mit ca. 18.000 bis 28.000 Fahrzeuge pro Tag.

## Ausbau der Fahrbahnen
| von   | nach   | Länge  | Fahrspuren |
| ----- | ------ | ------ | ---------- |
| Iksan | Pohang | 129 km | 2 × 2      |